# Journey (저니의 음반)
| 전문가 평가                      | 전문가 평가 |
| 평가 점수                        | 평가 점수   |
| 출처                             | 점수        |
| -------------------------------- | ----------- |
| AllMusic                         | [ 2 ]       |
| Collector's Guide to Heavy Metal | 5/10        |
| Rolling Stone                    | (favorable) |

《Journey》는 미국의 록 밴드 저니의 데뷔 스튜디오 음반이다. 1975년 4월 1일, 컬럼비아 레코드에서 발매되었다. 이후 발매된 음반들과 달리, 이 음반은 주로 프로그레시브 록 장르에 속하며 밴드의 연주 실력에 중점을 둔 작품이다. 밴드 라인업 중 리듬 기타리스트 조지 티크너가 참여한 유일한 음반이기도 하다.
저니는 《Journey》 발매 이전에 동일한 곡들로 구성된 데모 음반을 녹음했는데, 곡들의 순서가 다르고 드러머로 프레이리 프린스가 참여했다. 이 데모에는 최종 음반에 수록되지 않은 추가 곡들과 연주곡들이 포함되어 있으며, 데모 음반의 원래 타이틀곡인 〈Charge of the Light Brigade〉도 포함되어 있었다.

## 배경
1973년 초, 전 산타나의 기타리스트 닐 숀은 로스 발로리, 조지 티크너, 프레이리 프린스와 함께 인스트루멘털 밴드인 골든 게이트 리듬 섹션을 결성했으며, 이 밴드는 훗날 저니로 발전하게 된다. 같은 해 여름, 산타나에서 숀과 함께 활동했던 그렉 롤리가 합류했고, 1974년에는 프린스가 탈퇴하면서 새 드러머로 앤슬리 던바가 영입되었다. 이로써 밴드는 본격적인 활동을 시작하게 되었으며, 이후 컬럼비아 레코드와 음반 계약을 체결했다.
티크너는 데뷔 음반 《Journey》를 끝으로 밴드를 떠났으며, 이후에는 닐 숀이 단독으로 기타 파트를 맡게 되었다.

## 곡 목록
| #  | 제목                   | 작사·작곡                     | 재생 시간 |
| -- | ---------------------- | ----------------------------- | --------- |
| 1. | 〈Of a Lifetime〉      | 그렉 롤리, 조지 티크너, 닐 숀 | 6:54      |
| 2. | 〈In the Morning Day〉 | 롤리, 로스 발로리             | 4:27      |
| 3. | 〈Kohoutek〉 (기악)    | 숀, 롤리                      | 6:46      |

| #  | 제목                                     | 작사·작곡                   | 재생 시간 |
| -- | ---------------------------------------- | --------------------------- | --------- |
| 4. | 〈To Play Some Music〉                   | 롤리, 숀                    | 3:19      |
| 5. | 〈Topaz〉 (기악)                         | 티크너                      | 6:12      |
| 6. | 〈In My Lonely Feeling / Conversations〉 | 롤리, R. 발로리             | 5:01      |
| 7. | 〈Mystery Mountain〉                     | 롤리, 티크너, 다이앤 발로리 | 4:23      |